# Mazaleón
Mazaleón is een gemeente in de Spaanse provincie Teruel in de regio Aragón met een oppervlakte van 86,25 km². Mazaleón telt 540 inwoners (1 januari 2016).